# Список дипломатических миссий Хорватии

Карта расположения дипломатических миссий Хорватии
Хорватия
посольства и консульства
посольства

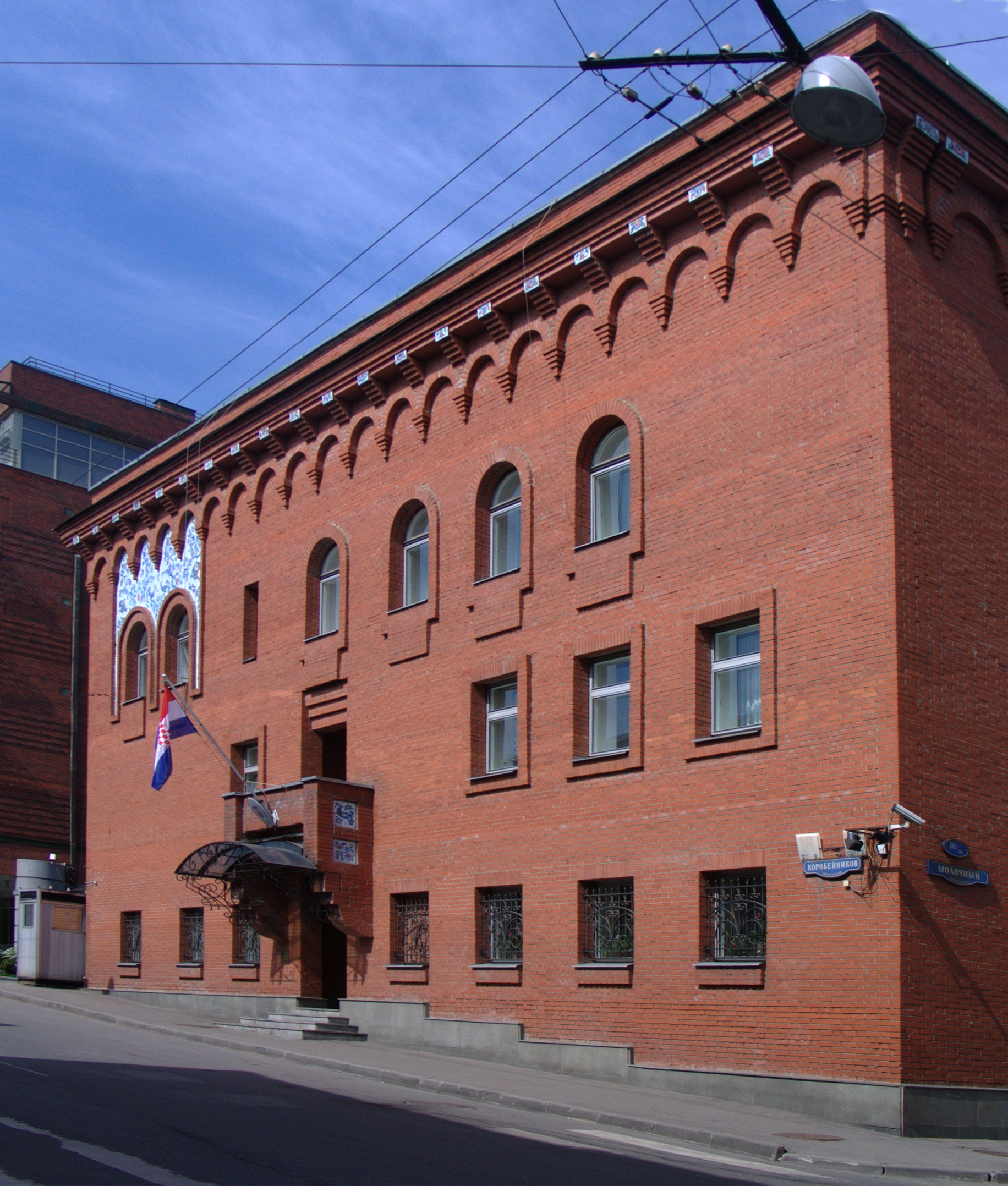
Посольство Хорватии в Москве

Список дипломатических миссий Хорватии — дипломатические представительства Хорватии сосредоточены преимущественно в странах Европы.

## Европа
- Албания, Тирана (посольство)
- Австрия, Вена (посольство)
- Бельгия, Брюссель (посольство)
- Босния и Герцеговина, Сараево (посольство)
  - Баня-Лука (генеральное консульство)
  - Мостар (генеральное консульство)
  - Тузла (генеральное консульство)
- Болгария, София (посольство)
- Чехия, Прага (посольство)
- Дания, Копенгаген (посольство)
- Финляндия, Хельсинки (посольство)
- Франция, Париж (посольство)
- Германия, Берлин (посольство)
  - Дюссельдорф (генеральное консульство)
  - Франкфурт-на-Майне (генеральное консульство)
  - Гамбург (генеральное консульство)
  - Мюнхен (генеральное консульство)
  - Штутгарт (генеральное консульство)
- Греция, Афины (посольство)
  - Салоники (консульство)
- Ватикан (посольство)
- Венгрия, Будапешт (посольство)
  - Печ (генеральное консульство)
  - Надьканижа (генеральное консульство)
- Ирландия, Дублин (посольство)
- Италия, Рим (посольство)
  - Милан (генеральное консульство)
  - Триест (генеральное консульство)
- Косова, Приштина (посольство)
- Литва, Вильнюс (посольство)
- Черногория, Подгорица (посольство)
  - Котор (генеральное консульство)
- Нидерланды, Гаага (посольство)
- Норвегия, Осло (посольство)
- Польша, Варшава (посольство)
- Португалия, Лиссабон (посольство)
- Румыния, Бухарест (посольство)
  - Решица (консульство)
- Россия, Москва (посольство)
- Северная Македония, Скопье (посольство)
  - Битола (консульство)
- Сербия, Белград (посольство)
  - Суботица (генеральное консульство)
- Словакия, Братислава (посольство)
- Словения, Любляна (посольство)
  - Копер (консульство)
  - Марибор (консульство)
- Испания, Мадрид (посольство)
- Швеция, Стокгольм (посольство)
- Швейцария, Берн (посольство)
  - Цюрих (генеральное консульство)
- Украина, Киев (посольство)
- Великобритания, Лондон (посольство)

## Америка
- Канада, Оттава (посольство)
  - Миссиссога (генеральное консульство)
- США, Вашингтон (посольство)
  - Чикаго (генеральное консульство)
  - Лос-Анджелес (генеральное консульство)
  - Нью-Йорк (генеральное консульство)
  - Сент-Пол (генеральное консульство)
- Аргентина, Буэнос-Айрес (посольство)
- Бразилия, Бразилиа (посольство)
- Чили, Сантьяго (посольство)

## Африка
- Алжир, Эль-Джазаир (посольство)
- Египет, Каир (посольство)
- Ливия, Триполи (посольство)
- Марокко, Рабат (посольство)
- ЮАР, Претория (посольство)

## Азия
- Китай, Пекин (посольство)
- Индия, Нью-Дели (посольство)
- Индонезия, Джакарта (посольство)
- Иран, Тегеран (посольство)
- Израиль, Тель-Авив (посольство)
- Япония, Токио (посольство)
- Малайзия, Куала-Лумпур (посольство)
- Турция, Анкара (посольство)
  - Стамбул (генеральное консульство)

## Австралия и Океания
- Австралия, Канберра (посольство)
  - Мельбурн (генеральное консульство)
  - Перт (генеральное консульство)
  - Сидней (генеральное консульство)

## Международные организации
- Брюссель (постоянные представительства при ЕС и НАТО)
- Женева (постоянная миссия при учреждениях ООН)
- Нью-Йорк (постоянная миссия при ООН)
- Париж (постоянная миссия при ЮНЕСКО)
- Страсбург (постоянная миссия при Совете Европы)
- Вена (постоянная миссия при ОБСЕ и учреждениях ООН)